# Вуху
Вуху (芜湖) град је Кини у покрајини Анхуеј. Према процени из 2009. у граду је живело 511.097 становника.

## Становништво
Према процени, у граду је 2009. живело 511.097 становника.
| 1990.   | 2000.   | 2009.   |
| ------- | ------- | ------- |
| 439.593 | 489.926 | 511.097 |